# Muskegon Heights
Muskegon Heights es una ciudad ubicada en el condado de Muskegon en el estado estadounidense de Míchigan. En el Censo de 2010 tenía una población de 10856 habitantes y una densidad poblacional de 1.315,61 personas por km².

## Geografía
Muskegon Heights se encuentra ubicada en las coordenadas 43°12′7″N 86°14′28″O / 43.20194, -86.24111. Según la Oficina del Censo de los Estados Unidos, Muskegon Heights tiene una superficie total de 8.25 km², de la cual 8.25 km² corresponden a tierra firme y (0.03%) 0 km² es agua.

## Demografía
Según el censo de 2010, había 10856 personas residiendo en Muskegon Heights. La densidad de población era de 1.315,61 hab./km². De los 10856 habitantes, Muskegon Heights estaba compuesto por el 16.02% blancos, el 78.31% eran afroamericanos, el 0.3% eran amerindios, el 0.13% eran asiáticos, el 0% eran isleños del Pacífico, el 1.41% eran de otras razas y el 3.83% pertenecían a dos o más razas. Del total de la población el 4.15% eran hispanos o latinos de cualquier raza.